# Rhadinocentrus ornatus
El Rhadinocentrus ornatus es una especie de pez actinopterigio de agua dulce, la única del género mototípico Rhadinocentrus.
Son peces de acuario populares que se reproducen fácilmente en cautividad.

## Morfología
Con un llamativo color que lo hace adecuado para la acuariofilia, la longitud máxima descrita es de 6 cm, aunque la longitud normal suele estar en torno a 3,5 cm las hembras y 4 cm los machos.

## Distribución y hábitat
Se distribuye por la costa este de Australia, desde el norte de Nueva Gales del Sur hasta el sur de Queensland.
Vive en arroyos costeros y se encuentra a menudo en charcas estancadas o arroyos con poco o ningún flujo. También se le puede encontrar en remansos de corrientes más grandes, estanques y lagos de dunas; prefiere la cubierta de troncos y ramas sumergidos, bancos de hierba, juncos y raíces de lirio. Se alimenta de insectos y sus larvas acuáticas, microcrustáceos y algas.